# Menhir Men Rouz
Men Rouz, appelé aussi menhir de Steir Nibilic, est un menhir situé à Lesconil , dans le département du Finistère en France.

## Description
Au début du XXe siècle, le menhir de Men Rouz était baigné par la mer et à marée haute ne dépassait que de 0,50 m au-dessus de l'eau. Le commandant Devoir estimait sa hauteur totale à 6,50 m.
Mégalithe non classé, il fut momentanément enfoui dans des remblais dans les années 1960, tout comme quelque temps auparavant pour la zone marécageuse à proximité, devenue parking. En 1979, il fut décidé de réduire le comblement du Ster-Nibilig. D'après Jean Folgoas, maire à ce moment-là, lorsque la pelleteuse toucha le menhir, un archéologue fut dépêché sur place, et, après examen de diverses solutions, fut retenu ce que nous voyons aujourd'hui ; le menhir est désormais encastré dans le mur de la digue de l'anse de Steir-Nibilic.

## Étymologie
Le nom de Men Rouz, est du breton et signifie pierre sombre. Ce nom attribué au menhir vient du fait qu'autrefois, à marée haute, il pouvait être recouvert d'un manteau d'algues.